# Carobia dohrnii
Carobia dohrnii är en ringmaskart som beskrevs av Langerhans 1880. Carobia dohrnii ingår i släktet Carobia och familjen Phyllodocidae. Inga underarter finns listade i Catalogue of Life.